# Battaglia di Istrana
La battaglia di Istrana è stato un combattimento aereo avvenuto nel cielo della località omonima il 26 dicembre 1917, nell'ambito della prima guerra mondiale. È stata la battaglia aerea più importante sul Fronte italiano.

## La situazione dell'aeronautica italiana nell'inverno 1917
La disfatta di Caporetto fu un duro colpo anche per il Corpo Aeronautico del Regio Esercito. Sotto l'incalzare dell'esercito austro-tedesco, i reparti di volo furono costretti ripiegare, abbandonando gli aeroporti dopo aver distrutto tutto ciò che non poteva volare o che non si poteva trasportare, per impedire che cadesse in mano nemica. Tuttavia, benché in forza ridotta (le squadriglie da ricognizione potevano mettere in volo uno o due aerei invece dei nove previsti), l'aviazione italiana continuò a contrastare l'avanzata nemica,  mitragliando e bombardando le truppe avversarie e lanciando rifornimenti alle truppe italiane in ritirata. All'11 novembre 1917, restavano in linea solo 211 aerei a fronte dei 411 aeroplani austro-tedeschi disponibili al 24 ottobre 1917.

La crisi fu aggravata dal fatto che vennero perse in forti quantità le riserve di aerei esistenti, mentre i nuovi modelli (Hanriot HD.1, SIA 7b e Pomilio PC) non erano ancora disponibili in misura sufficiente.
Alla fine di novembre, in concomitanza con la battaglia d'arresto sul Piave e sul Grappa che smorzò l'impeto delle truppe austro-tedesche, anche l'aeronautica cominciò a riorganizzarsi e a concentrare le forze disponibili sugli aeroporti a ovest del Piave, mentre l'industria cominciava a rifornire i reparti di nuovi modelli di aerei.

Al 20 novembre 1917, sulla base aerea di Istrana stazionavano le squadriglie 70ª Squadriglia caccia, 82ª Squadriglia del X Gruppo (poi 10º Gruppo), 76ª Squadriglia caccia, 78ª Squadriglia aeroplani da caccia e 81ª Squadriglia aeroplani del VI Gruppo (poi 6º Gruppo caccia) in corso di riequipaggiamento con i nuovi Hanriot HD.1.
Sulla base erano inoltre presenti la 22ª Squadriglia che stava ricevendo i SIA 7B e la 36ª Squadriglia con una dotazione mista di Savoia-Pomilio SP.3 e SIA 7b.

## I reparti britannici e tedeschi sul fronte italiano
In quel periodo, a sostegno delle forze armate italiane, alcuni reparti britannici dei Royal Flying Corps furono rischierati in Italia. I primi ad arrivare furono il No. 28 Squadron RAF su Sopwith Camel ed il No. 34 Squadron RAF su R.E.8 organizzati nel No.51 Wing, giunti sul Campo di aviazione di Gazzo il 22 novembre.

Successivamente furono inviati in Italia, il No. 66 Squadron RAF ed il No. 45 Squadron RAF entrambi su Sopwith Camel, organizzati nel No. 14 Wing. Il No. 66 squadron giunse a Grossa il 4 dicembre unendosi al No. 28 squadron già presente, mentre il No. 45 fu trasferito il giorno di Natale sull'Aeroporto di Istrana.

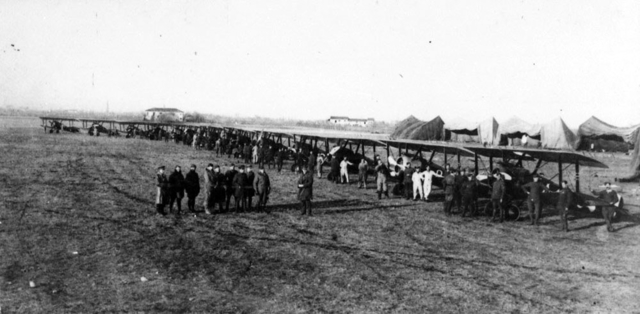
Sopwith Camel del No.45 squadron sul campo di Istrana, dicembre 1917.

Anche la Luftstreitkräfte, la forza aerea imperiale tedesca, giunse in aiuto dell'alleato austro-ungarico. Nell'ottobre 1917 giunsero sul fronte italiano, a disposizione della 14ª Armata tedesca, le Jagdstaffel (squadriglie da caccia) 1, 31 e 39 equipaggiate con Albatros D.III ed Albatros D.V (operanti dalle basi di San Fior e San Giacomo di Veglia) e i reparti da ricognizione e aerocooperazione Fliegerabteilung (FA) 2, 14, 17, 39 e le Fliegerabteilung (Artillery) FA(A) 232, 204, 219 equipaggiate con i biposto monomotori DFW C.V. Aggregata alla 14ª Armata anche la squadriglia da bombardamento Kasta 19 del Kampfgeschwader 4 su bimotori AEG G.IV.

## Antefatto
Secondo alcuni autori, l'attacco austrotedesco alla base di Istrana il giorno di Santo Stefano deve considerarsi una ritorsione ad un attacco non autorizzato eseguito il giorno di Natale del 1917, contro la base dell'aviazione germanica di Motta di Livenza (sede del FeldAbteilung FA 204). L'attacco fu eseguito dal capitano canadese William George "Billy" Barker, asso dei Royal Flying Corps, con altri due piloti del No. 28 Squadron RAF, Harold "Steve" Hudson (Harold Byron Hudson o Harold B. Hudson) ed un terzo pilota rimasto sconosciuto, decollati dal campo di aviazione di Gazzo Padovano

Durante l'attacco i tre Camel mitragliarono diverse baracche provocando 15 morti e danneggiando 5 aerei. A suggello della loro azione, i tre lasciarono cadere sul campo un cartello su cui era scritto «to the austrian flying corps from english RFC wishing you a very Merry Christmas». Lo stesso Barker descrisse la sua azione come uno dei « [...] suoi tanti scherzi stravagantissimi...». Come azione di ritorsione contro quella che ritenevano una violazione ad una sorta di tacito armistizio, i tedeschi decisero un'azione di bombardamento contro il campo di Trevignano (noto come Istrana dagli italiani). Con molta probabilità essi ritenevano che l'aerobase fosse sede solo di reparti britannici, ignorando la presenza sul campo di Istrana di molte squadriglia da caccia italiane.

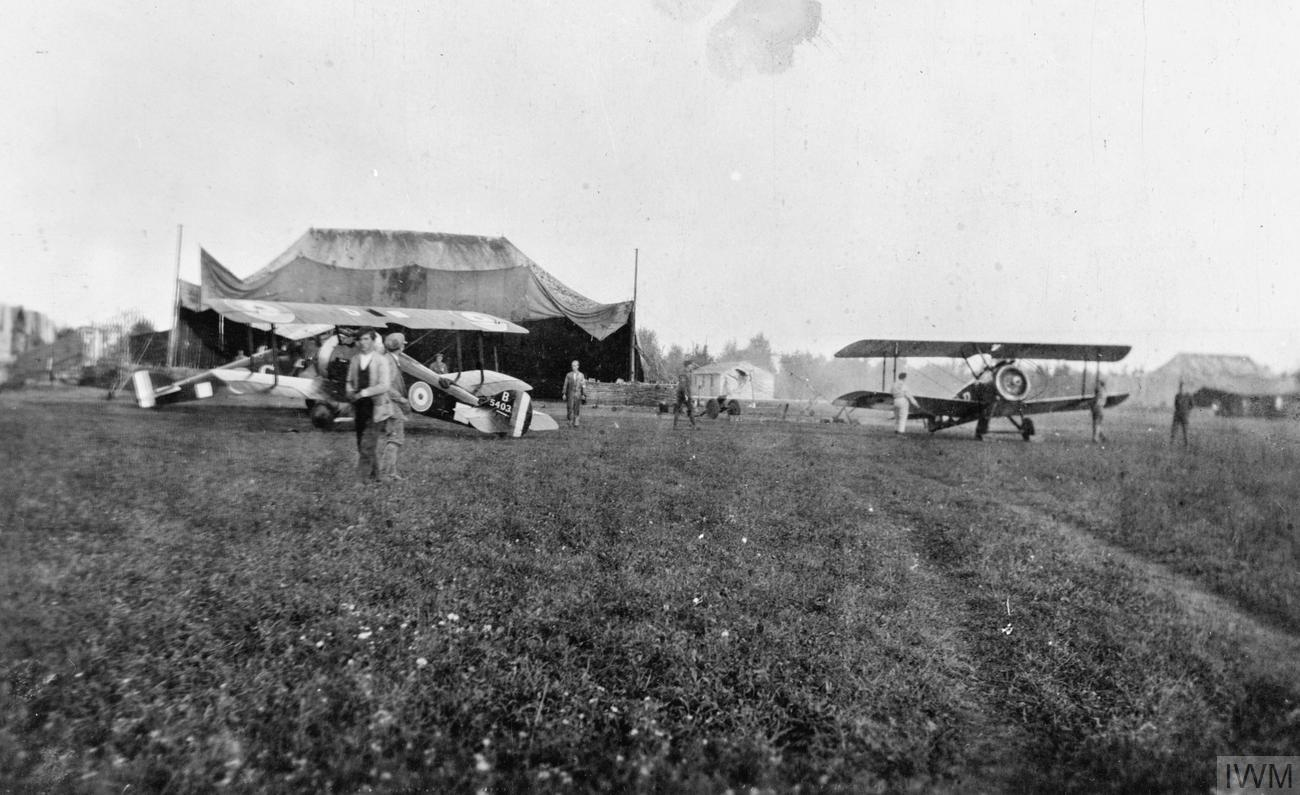
Sopwith Camel del No.28 squadron si preparano per una missione sui cieli italiani

## Svolgimento
La mattina del giorno 26 dicembre sul cielo di Istrana apparve, del tutto inaspettata,  una imponente formazione di aeroplani tedeschi, composta da 25 tra biposto DFW C.V e bimotori AEG G.IV, scortati a quota più alta da 15 caccia Albatros.
Ecco come Silvio Scaroni descrisse, in una lettera ai familiari, il momento dell'attacco:
«Verso le 9 di ieri mattina, dunque, le vedette del campo, dato l'allarme, avvertivano che due forti gruppi di aeroplani nemici, dalla direzione del Montello, venivano verso il nostro campo. Con un binocolo volli dare un'occhiata verso la direzione indicata e vidi subito gli apparecchi che avanzavano serrati a una quota di 3000 metri; poco più in alto un altro gruppo di piccoli caccia: complessivamente potevano essere una quarantina di macchine...».
Sul campo, in linea di volo, sono presenti otto aerei della 82ª Squadriglia, a disposizione dei piloti di pronto allarme, il tenente Flaminio Avet, il sergente Paolo Benvenuti e il sergente Andrea Teobaldi, che non si aspettavano certo un attacco il giorno di Santo Stefano. Mentre si dà l'ordine di partenza generale, le prime bombe iniziano a cadere sull'aeroporto. I piloti si recano agli apparecchi che gli specialisti stanno già mettendo in moto. Il tenente Alberto Comandone, il sergente Mario D'Urso e il soldato Clemente Panero riescono a decollare. L'Hanriot di Avet è colpito da una raffica di mitragliatrice mentre è in rullaggio e si ferma con il motore fuori uso. Stesso destino anche per un altro pilota dell'82ª, Alessandro Contardini, il cui velivolo è colpito da una raffica di mitragliatrice al longherone dell'ala. Comunque 7 velivoli dell'82ª riescono a decollare. Della 70ª squadriglia decolla un solo velivolo, quello del sergente Attilio Ferrandi, che però ha l'arma inceppata. Intanto le bombe tedesche colpiscono un hangar, causando la morte di 4 specialisti e danneggiando gli Hanriot 6152, 6156, 6172, 6181 e 6632. Della 76ª squadriglia prendono il volo Giorgio Michetti (aviatore), Silvio Scaroni e Mario Fucini.
La 78ª è in azione con i sottotenenti Amedeo Mecozzi e Guido Masiero e i sergenti Guglielmo Fornagiari ed Antonio Chiri.

Anche l'81ª squadriglia partecipa allo scontro, ma per la mancanza del diario storico di quel periodo non è possibile determinare con quali piloti.
Ai nostri piloti, si affiancano 3 Sopwith Camel del No.28 squadron, decollati da Grossa quella mattina per una missione di pattugliamento offensivo.
Nonostante la completa sorpresa, in volo ci sono almeno 15 caccia italiani, a cui si aggiungono i Sopwith Camel britannici, che iniziano ad attaccare i velivoli avversari che continuano l'azione di bombardamento senza la protezione dei caccia di scorta.
Michetti, Scaroni e Fucini abbattono 2 DFW, uno in località Musano l'altro sopra Camalò quest'ultimo in collaborazione con il Lieut. Arthur Gordon Jarvis del 28th squadron. 
Un terzo DFW è danneggiato ed è costretto ad un atterraggio di fortuna a San Gaetano. Sopra Volpago del Montello, Mecozzi e Giacomo Brenta della 78ª squadriglia abbattono un DFW, mentre Guido Masiero e Guglielmo Fornagiari ottengono un'altra vittoria alle spese di un DFW sopra Falzè. Antonio Chiri, sempre della 78ª abbatte un altro DFW che precipita dalle parti di Biadene (frazione di Montebelluna).
Altri due biposto precipitano colpiti da Antonio Riva: uno a Signoressa l'altro a Camalò.

Alle 12.00 una nuova ondata di 8 bombardieri dirige verso il campo di Istrana. La sorpresa, però è svanita, e la formazione è intercettata dai caccia britannici sopra Montebelluna. Scaroni e Brenta decollano di nuovo ed abbattono un AEG G.IV del Kasta 19, Kampfgeswader 4, sopra Biadene, dietro le linee italiane. Il resto della formazione, liberatasi delle bombe, rinunciò all'azione facendo rientro alla base.
Al termine dello scontro, tra la prima e la seconda ondata, gli austrotedeschi lamentarono la perdita di almeno 11 velivoli.
Le perdite italiane, assommarono a 4 specialisti deceduti e 5 Hanriot HD.1 della 70ª squadriglia, oltre a 2 Hanriot della 82ª (matricole 6177 e 6094) distrutti con il bombardamento dell'hangar Bessonau e gli Hanriot matricole 6100 e 6136 danneggiati.
Al VI Gruppo aeroplani (poi 6º Gruppo caccia con le squadriglie 76ª, 78ª e 81ª) fu decretata la Medaglia di Bronzo al Valor Militare con la seguente motivazione:
«Durante un'incursione aerea nemica, in cui ben trenta velivoli avversari bombardavano e mitragliavano il campo di aviazione del 6º Gruppo aeroplani, tutti i piloti presenti, non scossi dalle prime perdite, si levarono in volo e con un contrattacco fulmineo ed imbattibile abbattevano ben undici apparecchi nemici, costringendo gli altri alla fuga Cielo di Fossalunga (Istrana) 26 dicembre 1917»

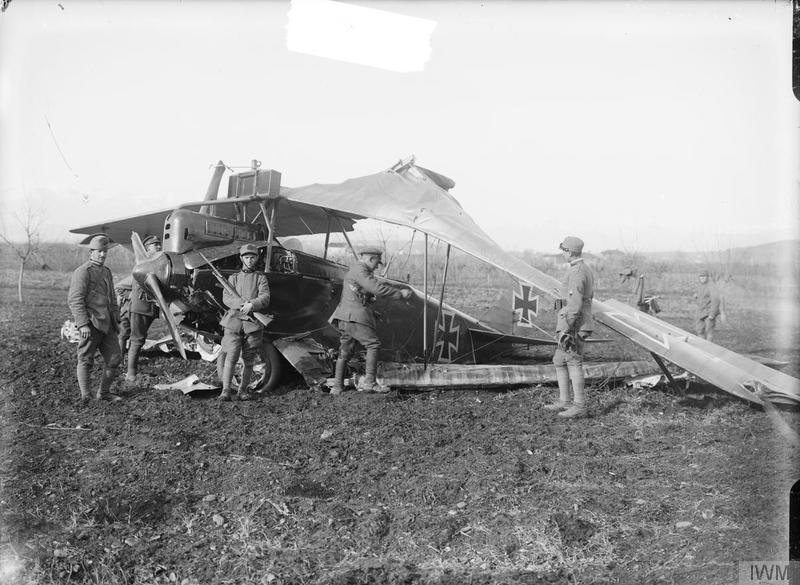
soldati italiani e britannici esaminano uno dei biposto DFW abbattuti nel corso dell'incursione sull'aeroporto di Istrana il 26 dicembre 1917

Giorgio Michetti sul suo Hanriot 6254. Michetti abbatté il suo primo velivolo sul cielo di Istrana il 26 dicembre 1917.

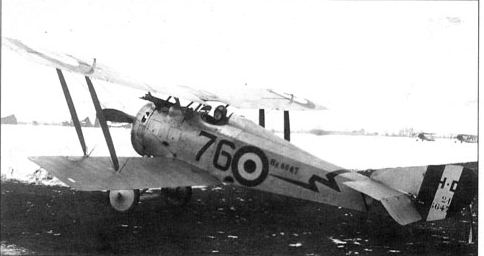
L'Hanriot HD.1 6647 del tenente Mario Fucini.

## Conseguenze
L'aviazione austrogermanica evitò da allora i bombardamenti diurni, limitandosi a missioni notturne, peraltro efficaci, come quelle compiute nei mesi di gennaio - febbraio 1918 sempre contro il campo di Istrana. 
Da parte italiana, si rese sempre più evidente la vulnerabilità dei campi di volo conosciuti, spesso occupati da un elevato numero di velivoli. Si attuò quindi un programma di decentramento, distribuendo i reparti su più campi magari di dimensioni più piccole o attuando tecniche di mimetizzazione per quelli in uso. Il 30 dicembre si provvide a trasferire la 70ª squadriglia al Campo di aviazione di San Pietro in Gu costituendo con la 82ª squadriglia, anch'essa trasferita da Istrana, e la 91ª Squadriglia aeroplani da caccia il 10º gruppo.
Ad ogni modo la battaglia di Istrana costituì una svolta nella situazione militare generale, perché rappresentò l'inizio di una definitiva supremazia aerea dell'aeronautica militare italiana che si sarebbe manifestata compiutamente nelle successive battaglie del Solstizio e di Vittorio Veneto.

La battaglia di Istrana confermò inoltre l'applicazione di nuovi criteri tattici come il combattimento in formazione, poco utilizzato sul fronte italiano. L'attacco isolato di uno o due caccia contro formazioni avversarie, se conseguiva qualche successo, spesso non riusciva ad impedire l'azione nemica. Il volo in formazione invece aumentava l'efficacia del contrasto contro formazioni avversarie, contribuendo inoltre alla reciproca protezione tra leader e gregari.